# Eryngiophaga mesomela
Eryngiophaga mesomela är en insektsart som först beskrevs av Flor 1861.  Eryngiophaga mesomela ingår i släktet Eryngiophaga och familjen spetsbladloppor. Inga underarter finns listade i Catalogue of Life.